# NGC 4242
NGC 4242 es una galaxia espiral barrada en la constelación de Canes Venatici. Fue descubierta el 10 de abril de 1788 por el astrónomo William Herschel.
- Datos: Q1110131
- Multimedia: NGC 4242 / Q1110131